# Gentleman (Psy)
Gentleman è una novelty del rapper sudcoreano Psy, pubblicato il 12 aprile 2013.

## Descrizione
Il brano vede ritmi dance pop.

## Video musicale
Il video, diretto da Cho Soo-hyun (che per PSY ha diretto anche il video di Gangnam Style), è stato girato l'8 e il 9 aprile a Seul e Goyang con un budget di oltre 150.000 dollari. Nel video compaiono personaggi già visti nel video di Gangnam Style come Yoo Jae Suk e Noh Hong Chul e nuovi volti come la cantante delle Brown Eyed Girls Ga-in. La coreografia utilizzata da PSY nel video è basata proprio sulla danza nel video di un brano delle Brown Eyed Girls, Abracadabra.
Come il suo predecessore, ha stabilito nuovi record di visualizzazioni su YouTube, tra i quali quelli come video più veloce a raggiungere 100 milioni di visualizzazioni (80 ore), 200 milioni di visualizzazioni (212 ore) e 300 milioni di visualizzazioni (613 ore). Ha inoltre stabilito il Guinness World Records per il maggior numero di visualizzazioni ottenute in un solo giorno.

## Classifiche

### Classifiche settimanali
| Classifica (2013) | Posizione massima |
| ----------------- | ----------------- |
| Australia         | 15                |
| Austria           | 7                 |
| Belgio (Fiandre)  | 2                 |
| Belgio (Vallonia) | 2                 |
| Canada            | 9                 |
| Corea del Sud     | 1                 |
| Danimarca         | 3                 |
| Finlandia         | 2                 |
| Francia           | 11                |
| Germania          | 12                |
| Irlanda           | 13                |
| Italia            | 9                 |
| Lussemburgo       | 1                 |
| Norvegia          | 13                |
| Nuova Zelanda     | 10                |
| Paesi Bassi       | 8                 |
| Regno Unito       | 10                |
| Repubblica Ceca   | 21                |
| Spagna            | 7                 |
| Stati Uniti       | 5                 |
| Svezia            | 8                 |
| Svizzera          | 3                 |

### Classifiche di fine anno
| Classifica (2013) | Posizione |
| ----------------- | --------- |
| Austria           | 65        |
| Belgio (Fiandre)  | 69        |
| Belgio (Vallonia) | 63        |
| Corea del Sud     | 1         |
| Italia            | 93        |